# アダムズ郡 (ミシシッピ州)
アダムズ郡（英: Adams County）は、アメリカ合衆国ミシシッピ州の郡である。人口は2万9538人（2020年）。郡の名称は第2代アメリカ合衆国大統領、ジョン・アダムズの名を取って命名された。郡庁所在地はナチェズである。

## 地理
アメリカ合衆国統計局によると、この郡は総面積1,259 km2 (486 mi2) である。このうち1,192 km2 (460 mi2) が陸地で67 km2 (26 mi2) が水地域である。総面積の5.34%が水地域となっている。

### 隣接する郡
- ジェファーソン郡 (北)
- フランクリン郡 (東)
- ウィルキンソン郡 (南)
- コンコルディア郡 (ルイジアナ州) (南西)
- テンサス郡 (ルイジアナ州) (北西)

## 人口動勢
2000年の国勢調査で、この郡は人口34,340人、13,677世帯、及び9,409家族が暮らしている。人口密度は29/km2 (75/mi2) である。13/km2 (33/mi2) の平均的な密度に15,175軒の住宅が建っている。この郡の人種的な構成は白人46.04%、アフリカン・アメリカン52.76%、先住民0.14%、アジア0.25%、太平洋諸島系0.01%、その他の人種0.21%、及び混血0.59%である。この人口の0.79%はヒスパニックまたはラテン系である。
13,677世帯のうち、31.80%が18歳未満の子供と一緒に生活しており、42.80%は夫婦で生活している。21.50%は未婚の女性が世帯主であり、31.20%は家族以外の住人と同居している。28.00%は独身の居住者が住んでおり、11.90%は65歳以上で独居である。1世帯の平均人数は2.48人であり、家庭の場合は、3.03人である。

2000年国勢調査に基づくアダムズ郡の人口ピラミッド

この郡内の住民は26.80%が18歳未満の未成年、18歳以上24歳以下が8.60%、25歳以上44歳以下が25.60%、45歳以上64歳以下が23.50%、及び65歳以上が15.60%にわたっている。中央値年齢は38歳である。女性100人ごとに対して男性は86.10人である。18歳以上の女性100人ごとに対して男性は81.10人である。
この郡の世帯ごとの平均的な収入は25,234米ドルであり、家族ごとの平均的な収入は29,591米ドルである。男性は30,260米ドルに対して女性は20,383米ドルの平均的な収入がある。この郡の一人当たりの収入 (per capita income) は15,778米ドルである。人口の25.90%及び家族の22.90%は貧困線以下である。全人口のうち18歳未満の36.80%及び65歳以上の19.20%は貧困線以下の生活を送っている。

## 都市及び町
- ナチェズ